# أغسطس هيمنيواي
أغسطس هيمنيواي هو سياسي أمريكي، ولد في 1853، وتوفي في 1931. انتخب عضو مجلس نواب ماساتشوستس ‏.